# Henry Nathaniel Andrews
Henry Nathaniel Andrews (Melrose, Massachusetts, 15 de junho de 1910 — Concord, New Hampshire, 3 de março de 2002) foi um paleobotânico norte-americano.